# Джордж Тупоу II
Джордж Тупоу II (інша транскрипція: Георг Тупоу II) (англ.  George Tupou II;1874 — 1918) — другий король Тонги.
Джордж Тупоу II народився 18 червня 1874 року, в родині дочки наслідного принца Тевіта Унга. Після смерті діда в грудні 1889 року, Джордж Тупоу став спадкоємцем престолу.
Він вступив на престол після смерті свого прадідуся короля Джорджа Тупоу I у лютому 1893 року. Того ж 1893 року заснував найвищу нагороду держави - Королівський Орден Поуоно.
Через кілька місяців після своєї офіційної коронації у 1896 році новий король відправив у відставку уряд Туку Ахо за те, що уряд не оголосив карантин на судні, з якого на Тонга поширилася епідемія кору. Новим прем'єром був призначений Сатекі Тонга.
Визначним моментом правління Джорджа Тупоу II стало те, що в грудні 1914 року на спеціальному засіданні парламенту були прийняті найважливіші конституційні поправки. Вони передбачали, зокрема, зменшення кількості депутатів до законодавчої асамблеї і термін їх повноважень зменшено з трьох років до одного року. Також запроваджувалися вибори для знаті. Для обґрунтування необхідності зменшення складу законодавчої асамблеї король провів зустрічі зі знаттю і депутатами парламенту, який складався з 70 членів, що було занадто великою кількістю для країни з населенням в 22 тисячі осіб. Проведення реформи було викликано переважно економічними причинами, оскільки з початком Першої світової війни відбулося різке скорочення державного бюджету.